# Иоганн (король Дании)
Иоганн, иначе Ханс (дат. Hans; 2 февраля 1455, замок Ольборг — 20 февраля 1513, замок Ольборг) — король Дании с 21 мая 1481 года (де-факто, де-юре с 3 февраля 1483 года, в период с 22 мая 1481 по 3 февраля 1483 года управление государством находилось в руках председателя Государственного совета Дании Йенса Брострупа), король Норвегии с 21 мая 1481 года (де-факто, де-юре с 1 февраля 1483 года, в период с 21 мая 1481 по 1 февраля 1483 года государством управляли председатель Совета государства архиепископ Нидаросский Гауте Иварссон и регент Йон Свалесон Смор) и король Швеции c 18 октября 1497 по 29 июля 1501 года, под именем Юхан II) из династии Ольденбургов, герцог Шлезвиг-Гольштейна.

## Биография
Иоганн был сыном короля Дании Кристиана I и Доротеи Бранденбургской (дат. Dorothea af Brandenburg, ок. 1430—1495), дочери маркграфа Иоганна Бранденбургского (дат. Johan af Brandenburg).
Отец Иоганна, Кристиан I, в 1458 году собрал норвежский Государственный совет (риксрод) для избрания его старшего сына королём Норвегии после своей смерти. Подобная декларация была сделана в Швеции. В 1467 году Иоганн был провозглашен наследником датского престола. Иоганн потребовал права наследования трона в Норвегии, так как в соответствии со своим статусом Норвегия была наследственным королевством, но это требование не было признано норвежским риксродом. В результате, после смерти Кристиана 21 мая 1481 года, Иоганн без сопротивления вступил на датский престол, тогда как в Норвегии рискрод принял на себя королевскую власть, вследствие чего наступил период междуцарствия. Хотя не было ни одного кандидата на трон, но Совет всячески демонстрировал независимое положение норвежского королевства.
Встреча между датским, норвежским и шведским Советами была назначена на 13 января 1483 года в Хальмстаде для выработки условий избрания Иоганна королём. Шведская делегация не смогла приехать на встречу, но норвежский и датский советы продолжили выработку общей декларации, содержащей условия правления Иоганна и избрание его королём. Была надежда, что позже шведы примут этот документ и также изберут Иоганна королём. В результате Иоганн стал королём Норвегии только после подписания выборной грамоты (дат. håndfæste), которая обеспечивала за норвежцами некоторые прерогативы. 20 июля Иоганн был коронован в Тронхейме.
У Иоганна было три главных политических цели: восстановление Кальмарской унии, борьба против городов Ганзы и установление прочной королевской власти в Дании. Весь период нахождения у власти он стремился решить эти задачи.
Первые годы правления Иоганн проводил сбалансированную политику. Дипломатическими способами он пытался ослабить позиции шведского регента Стена Стуре Старшего, искал новых союзников — он был первым королём Дании, установившим политические сношения с Россией. После заключения в 1493 году договора с Данией великий московский князь Иван III заключил в тюрьму всех ганзейских купцов, торговавших в Новгороде, и спровоцировал Русско-шведскую войну 1495—1497 годов. Ганзейские города также страдали от действий датских каперов. В то же время позиции Ганзы постепенно слабели из-за изменений торговых путей и роста сопротивления со стороны морских государств северной Европы. Союзы между Данией и Россией против Швеции с тех пор стали лейтмотивом датской внешней политики и с успехом практиковались несколько раз. А страх перед союзами или просто сближением между Данией и Россией против Швеции стал лейтмотивом шведской и большей части западной внешней политики и остается им по сей день.
Внутренняя политика Иоганна была отмечена экономической поддержкой датских купцов и широким представительством людей из народа в среде чиновников и вопреки недовольству знати. Возможно, одно из самых важных начинаний Иоганна было начало строительство постоянного датского флота, игравшего важную роль в последующем.
Некоторые затруднения возникли в начале царствования Иоганна из-за герцогств Шлезвига и Гольштейна. До тех пор нераздельные, они в силу договора 1490 года были поделены между королём и его младшим братом Фридрихом (будущий король Дании Фредерик I). Недоразумения и ссоры, возникшие вследствие дележа, были устранены лишь в 1494 году на сейме в Коллундборге. В 1495 году, отправившись морским путём на сейм в Кальмаре, Иоганн потерял свой флагманский корабль — боевую каракку «Грибшунден», или «Грифон», по неустановленным причинам взорвавшуюся и затонувшую на рейде близ шведского города Реннебю, а в 2013 году найденную подводными археологами. 
В 1497 году Иоганн вынудил Стена Стуре Старшего отказаться от регентства в Швеции и стал королём Швеции под именем Юхана II.
В 1498—1500 годах вёл переговоры с русским царем Иваном III о союзе, направленном против Польско-Литовского государства и браке дочери короля Елизаветы с сыном Ивана Василием. В качестве послов Иоганна в Москву ездили Енс Андерсон и Давыд Кокен. Переговоры не закончились результативно, так как король не имел определенной позиции. В феврале 1500 года принцесса Елизавета была помолвлена с курфюрстом бранденбургским Иоахимом I Нестором.

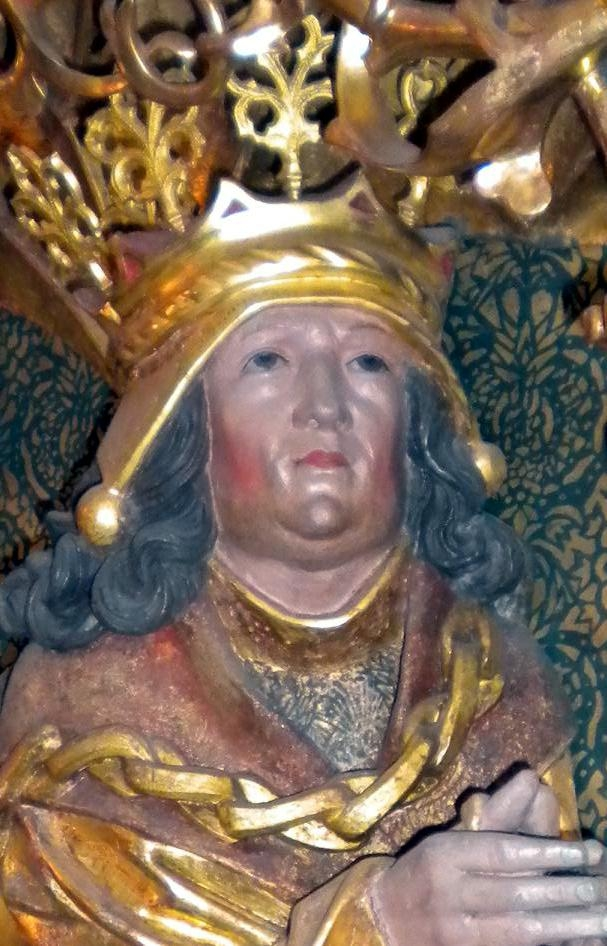

В 1500 году предпринял войну против Дитмаршена в севере Германии с целью подчинить эту область датской короне. На тот момент Дитмаршен был фактически независимой «крестьянской республикой». Жестокое поражение датского войска при Хеммингштедте (пало несколько тысяч человек, в том числе знатнейшие представители дворянства; потеряно было национальное знамя Данеброг) заставило Иоганна прекратить войну.
Поражение в войне побудило шведов снова восстать, и в 1501 году Швеция была объявлена независимым государством. В течение нескольких лет Иоганн вел борьбу против Стена Стуре, а после его смерти в 1503 году против его преемника Сванте Нильссона Стуре. Война привела к ещё большему противостоянию с городами Ганзы, особенно с Любеком. Покорить шведов оказалось для Иоганна решительно невозможным, так как сторону их держали ганзейские города. Попытки норвежцев добиться независимости были подавлены принцем Кристианом (сын Иоганна и в последующем король Дании Кристиан II), назначенным наместником в Норвегии в 1506 году.
В 1510—1512 годах Иоганн вел войну против Швеции и Любека, сначала неудачно, но удачными действиями датского флота удалось изменить ситуацию в пользу Дании. В 1512 году в Мальмё был заключен выгодный для Дании мир с городами Ганзы. Несмотря на свои успехи, города должны были принять требования короля (продолжать войну было не под силу и им), высказанные им ещё в 1507 году на конгрессе в Нючёпинге, то есть чтобы города на время борьбы короля с Швецией прекратили всякие сношения с последней, чтобы голландцы имели право свободного плавания на Балтийском море и др. В 1512 году шведы обещали королю покорность, согласились даже уплатить ему денежную контрибуцию, но этого обещания не сдержали: сыну Иоганна пришлось снова начать с ними войну.
Король Иоганн был похоронен в соборе Святого Кнуда в городе Оденсе.

## Семья
6 сентября 1478 года женился на Кристине Саксонской (дат. Christine, 1461—1521). Их детьми были:
| Имя       | Дата рождения | Дата смерти    | Примечания                                                                       |
| --------- | ------------- | -------------- | -------------------------------------------------------------------------------- |
| Ганс      | 1479          | 1480           | Умер в младенчестве.                                                             |
| Эрнст     | 1480          | 1500           | Умер в молодости.                                                                |
| Кристиан  | 1 июля 1481   | 25 января 1559 | Король Дании, Норвегии и Швеции. Были дети.                                      |
| Якоб      | 1484          | 1566           | Спорно; возможно тождественен Якобу Датскому                                     |
| Елизавета | 24 июня 1485  | 10 июня 1555   | Вышла замуж за Иоахима I Нестора, курфюрста Бранденбурга в 1502 году. Были дети. |
| Франциск  | 15 июля 1497  | 1 апреля 1511  |                                                                                  |